# آبشار بتسی راک
آبشار بتسی راک (به انگلیسی: Betsey's Rock Falls) آبشاری است که در کارولینای شمالی، ایالات متحده آمریکا واقع شده و ارتفاع کلی ریزشگاه آن ۲۰۰ پا.  است.